# Monarda viridissima
Monarda viridissima là một loài thực vật có hoa trong họ Hoa môi. Loài này được Correll mô tả khoa học đầu tiên năm 1968.